# Zelenortski otoki
Zelenortski otoki, uradno Republika Zelenortski otoki (portugalsko Cabo Verde, izg. IPA: ['kabu 'veɾdɨ]), so suverena republika na  otočju Makaronezijske ekoregije Severnega Atlantskega oceana ob zahodni obali Afrike. Nenaseljene otoke so v 15. stoletju odkrili in kolonizirali Portugalci; otoki so sčasoma postali središče trgovine z afriškimi sužnji. Večina prebivalcev Zelenortskih otokov izhaja iz obeh skupin ljudi.
»Zelenortski otoki« so dobili svoje ime po Zelenem rtu, najzahodnejši točki Afrike, ki leži v današnjem Senegalu.

## Podnebje
Zelenortski otoki ležijo v subtropskem pasu. Podnebje je suho in milo. Povprečne temperature segajo od 24 °C januarja in februarja do 29 °C septembra. Povprečnih letnih padavin je 68,4 mm, mesec z največ padavinami je september, ko jih povprečno pade 33,6 mm. Od aprila do julija pade manj kot milimeter dežja na mesec.